# شتوتسنگرون
شتوتسنگرون (به آلمانی: Stützengrün) یک شهر در آلمان است که در ارتسگبیرگسکرایس واقع شده‌است. شتوتسنگرون ۳٬۷۷۱ نفر جمعیت دارد.